# Битва при Дойране (1916)
Первая битва при Дойране (болг. Битка при Дойран) — боевые действия во время Первой мировой войны на Салоникском фронте с 9 по 18 августа 1916 года между союзными (англо-французские) и болгарскими войсками. Завершились победой болгарских войск, которые отразили все попытки союзников прорвать фронт. Первая битва при Дойране — начало героической обороны болгарской армии у Дойранского озера, которое вошло в историю Болгарии под названием «Дойранская эпопея».

## Подготовка операции
В августе 1916 года после длительного затишья союзное командование в Салониках решило совершить прорыв в Македонии на наиболее перспективном для нее направлении — то есть через Дойран. Прорыв у Дойрана разорвал бы болгарский фронт, обеспечил бы быстрый разгром болгарской армии и открыл бы путь на Софию. С начала августа 1916 года союзники начали выгрузку артиллерии и боеприпасов в порту Салоники и подведение их к позиции у Дойрана, что свидетельствовало о намерении организовать наступательную операцию.
Противник направил против 2-й бригады 2-й болгарской дивизии 17-ю французскую колониальную дивизию и 26-ю британскую дивизию при поддержке многочисленной, преимущественно тяжелой артиллерии. Основная позиция бригады полковника Гр. Чаракчиева была построена на высотах от озера Дойран до горы Караконджо. Французы продвигались от озера Дойран до деревни Должели, а англичане — от той же деревни до деревни Крештель вдоль Ок-Ридж. Они полагаются на свою мощную артиллерию различных калибров и на обилие снарядов, свободно доставляемых по железной дороге из Салоник.

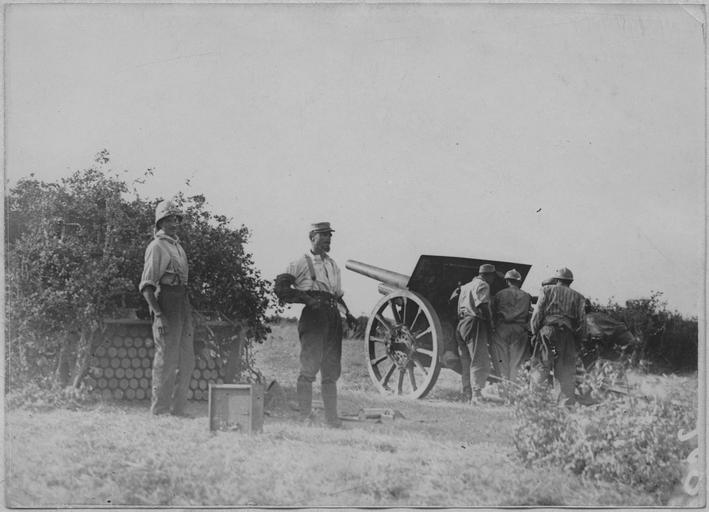
Французская тяжёлая артиллерия на позиции.

## Ход операции
Наступление союзных войск началось с мощной артиллерийской подготовки в 4:00 и продолжавшейся в течение дня. Немецкая тяжелая артиллерия, поддерживавшая болгар, не могла вести контрбатарейную борьбу, поскольку орудия противника были хорошо замаскированы в складках местности.
На рассвете 10 августа огонь союзников возобновился и в 8 часов утра становится постоянным. Проведя его в глубину, плотные цепи французской и английской пехоты начали атаку, но, попав в зону действия болгарской артиллерии за один км от позиции аванпостов, были рассеяны. Хотя артиллерия противника сразу же открыла массированный огонь по болгарским батареям, они не прекращали обстреливать французскую пехоту до тех пор, пока она не отступила. В 10:30 союзники предприняли вторую атаку. Аванпосты были вынуждены отойти, но артиллерия отбила атаку противника и заставила его отступить.
До 14 августа союзники вели массированный артиллерийский огонь по болгарским позициям, в том числе усилив свою артиллерию 180-мм орудиями. 15, 16 и 18 августа на позиции болгарской армии у Дойрана снова начались атаки, однако все попытки закончились на линии передовых постов на высотах Стаклена и Каварналиева, которые всё же были заняты французами. 26-я английская дивизия, наступавшая против Ок-Ридж, также была вынуждена отступить. Успех болгарских частей и подразделений объяснялся непрерывными контратаками, не позволявшими союзникам закрепиться на захваченных позициях, и умелой поддержкой своей и немецкой артиллерии.

## Результаты
После 10 дней атак союзники были обескровлены, потеряв более 3200 человек, и прекратили наступление. Попытка союзников прорвать фронт у Дойрана провалилась. За 9 дней непрерывных боев болгарская бригада также была практически обескровлена и потеряла 1416 человек.